# رادوژنی، خانتی-مانسی
شهر رادوژنی (به روسی: Радужный) در کشور روسیه و در ناحیه خودگردان خانتی-مانسی واقع شده‌است.